# Sobenja vas
Sobenja vas este o localitate din comuna Brežice, Slovenia, cu o populație de 152 de locuitori.